# Santillana del Mar
Santillana del Mar este un oraș cu 4007 loc (în 2007) situat pe drumul lui Iacob în provincia Cantabria, Spania. Orașul se află pe țărmul golfului Biscaya, la 31 de km se află  Santander fiind orașul cel mai apropiat. 

## Personalități născute aici
- Carlos Alonso González (cunoscut ca Santillana, n. 1952), fotbalist.